# Porza
Porza est une commune suisse du canton du Tessin, située dans le district de Lugano.

Photo aérienne (1948).